# 银魂 (2017年电影)
《银魂》（日语：銀魂）是一部2017年上映的由福田雄一執導之日本動作喜剧片，改编自空知英秋所创作的著名漫画《银魂》，主角坂田銀時由小栗旬主演，电影于2017年7月14日在日本上映。續集《銀魂2：規矩是為了被打破而存在的》于2018年8月在日本上映。

## 劇情
《銀魂》真人版電影的劇情主要改編自原作漫畫中的“紅櫻篇”。講述萬事屋三人組坂田銀時、志村新八與神樂追尋神秘妖刀“紅櫻”，結果卻被捲入了一場陰謀之中。

## 演員
- 坂田銀時：小栗旬[5]（台灣配音：宋克軍）、田中裕太（童年）
- 志村新八：菅田將暉[5]（台灣配音：魏德）
- 神樂：橋本環奈[5][6] （台灣配音：傅其慧）
- 土方十四郎：柳樂優彌[5]（台灣配音：何志威）
- 沖田總悟：吉澤亮[5]（台灣配音：魏德）
- 近藤勳：中村勘九郎[5]（台灣配音：曹冀魯）
- 志村妙：長澤雅美[5]（台灣配音：魏晶琦）
- 桂小太郎：岡田將生[5]（台灣配音：何志威）、荻原壯志（童年）
- 平賀源外：室剛[5]（台灣配音：曹冀魯）
- 高杉晉助：堂本剛[7]（台灣配音：黃天佑）、大西統真（童年）
- 武市變平太：佐藤二朗[7]（台灣配音：黃天佑）
- 來島又子：菜菜緒[7]（台灣配音：魏晶琦）
- 岡田似藏：新井浩文[7]（台灣配音：曹冀魯）* 結野克莉絲蒂爾：古畑星夏[8]（台灣配音：魏晶琦）
- 村田鐵子：早見朱莉[7]（台灣配音：傅其慧）
- 村田鐵矢：安田顯[7]（台灣配音：何志威）
- 原田右之助：一之瀨亙（台灣配音：宋克軍）
- 伊麗莎白：山田孝之[9]（配音）（台灣配音：魏德）
- 吉田松陽：山寺宏一（配音）（台灣配音：宋克軍）
- 定春：高橋美佳子（配音）

## 制作
《银魂》在2016年8月开拍，同年10月杀青。电影改编自在日本连载超过13年的著名同名漫画，由曾执导过《勇者闯魔城》系列的福田雄一担任导演和编剧，漫画原作者空知英秋也是看过该系列后确定由福田来担任《银魂》真人电影的导演。
电影的主题曲是由日本乐队UVERworld所创作的单曲《DECIDED》。

## 票房
《银魂》在日本上映后获得了票房上的成功，首周获得5.4亿日元的票房，但不及《精灵宝可梦》的20周年纪念作《精靈寶可夢劇場版：就決定是你了！》，位列当周票房榜第二名。电影上映30天后日本国内票房达到30亿日元。
电影在香港上映首周获得122万港币，位列当周票房的第八位。在中国大陆上映首周3天票房达到6100万人民币，位列当周票房第五位；上映三周总票房超过8000万人民币。

## 出版書籍
電影小說
原作：空知 英秋 / 腳本：福田 雄一 / 小說：田中 創
| 冊數 | 集英社        | 集英社                           | 東立出版社    | 東立出版社             |
| 冊數 | 發售日期      | ISBN                             | 發售日期      | ISBN                   |
| ---- | ------------- | -------------------------------- | ------------- | ---------------------- |
| 全   | 2017年7月14日 | ISBN 978-4-08-703422-6（單行本） | 2018年8月14日 | ISBN 978-957-261-554-6 |
| 全   | 2017年7月14日 | ISBN 978-4-08-321380-9（文庫版） | 2018年8月14日 | ISBN 978-957-261-554-6 |

寫真書
| 冊數 | 集英社        | 集英社                 |
| 冊數 | 發售日期      | ISBN                   |
| ---- | ------------- | ---------------------- |
| 全   | 2017年7月14日 | ISBN 978-4-08-792519-7 |